# Anthias anthias
Anthias anthias, tên thường gọi là Swallowtail seaperch, là một loài cá biển thuộc chi Anthias trong họ Cá mú. Loài này được mô tả lần đầu tiên vào năm 1758.

## Phân bố và môi trường sống

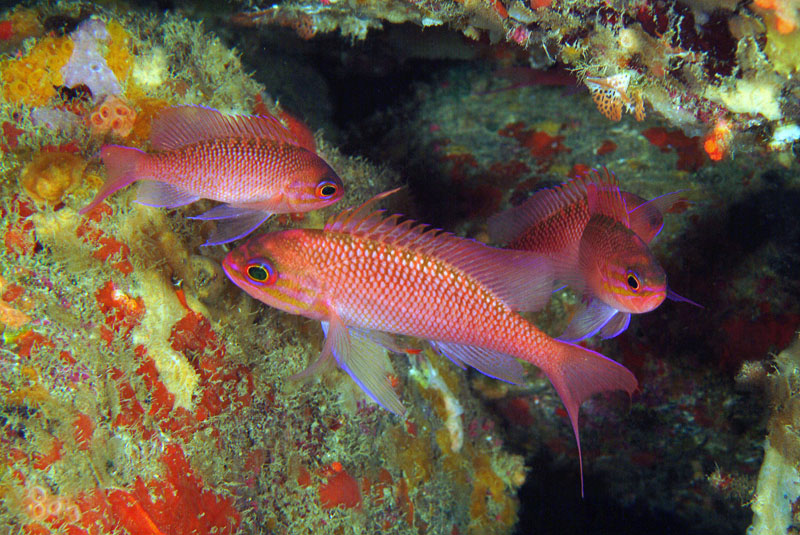
Một nhóm A. anthias

A. anthias có phạm vi phân bố rộng rãi ở vùng biển Đông Đại Tây Dương và Địa Trung Hải. Loài này được tìm thấy từ bờ biển Bồ Đào Nha và Azores ở ngoài khơi xa, trải dài về phía nam theo bờ biển Tây Phi đến Bắc Namibia, bao gồm tất cả những hòn đảo ngoài khơi. Nó có mặt ở khắp Địa Trung Hải. Chúng sống thành đàn, bơi xung quanh các rạn san hô ờ vùng đáy biển nhiều đá sỏi, cũng như trong các hang động, ở độ sâu khoảng từ 15 đến 300 m.

## Mô tả
A. anthias trưởng thành có chiều dài cơ thể lớn nhất được ghi nhận là 27 cm. Thân thuôn dài, hình bầu dục. Ổ mắt lớn hơn mõm. Toàn thân và đầu có màu đỏ hồng hoặc hồng tím, trên thân có nhiều mảng màu vàng và xám bạc. Đầu có 1 - 3 sọc vàng. Các vây còn lại tiệp màu với thân. Đuôi xẻ thùy, hình lưỡi liềm, chóp thùy nhọn; thùy dưới dài hơn thùy trên. Vây bụng rất dài.
Số gai ở vây lưng: 10 (gai thứ 3 thường dài nhất); Số tia vây mềm ở vây lưng: 13 - 16; Số gai ở vây hậu môn: 3; Số tia vây mềm ở vây hậu môn: 7; Số tia vây mềm ở vây ngực: 18 - 22; Số vảy đường bên: 37 - 44; Số lược mang: 38 - 46; Số đốt sống: 26.
Thức ăn của A. anthias có thể là các loài động vật giáp xác và cá nhỏ. Loài này sống về đêm. Chúng được đánh bắt ngẫu nhiên trong các hoạt động câu cá giải trí, và cũng là mục tiêu của nghề cá quy mô nhỏ.